# Chính sách thị thực của các quốc gia thành viên ASEAN
Bảng này liệt kê chính sách thị thực giữa các quốc gia thành viên ASEAN đối với hộ chiếu phổ thông.
| Điểm Đến    | Quốc tịch | Quốc tịch | Quốc tịch | Quốc tịch | Quốc tịch | Quốc tịch | Quốc tịch   | Quốc tịch | Quốc tịch | Quốc tịch |
| Điểm Đến    | Brunei    | Campuchia | Indonesia | Lào       | Malaysia  | Myanmar   | Philippines | Singapore | Thái Lan  | Việt Nam  |
| ----------- | --------- | --------- | --------- | --------- | --------- | --------- | ----------- | --------- | --------- | --------- |
| Brunei      | —         | 14 ngày   | 14 ngày   | 14 ngày   | 30 ngày   | 14 ngày   | 14 ngày     | 30 ngày   | 14 ngày   | 14 ngày   |
| Campuchia   | 14 ngày   | —         | 30 ngày   | 30 ngày   | 30 ngày   | 14 ngày   | 21 ngày     | 30 ngày   | 14 ngày   | 30 ngày   |
| Indonesia   | 30 ngày   | 30 ngày   | —         | 30 ngày   | 30 ngày   | 30 ngày   | 30 ngày     | 30 ngày   | 30 ngày   | 30 ngày   |
| Lào         | 14 ngày   | 30 ngày   | 30 ngày   | —         | 30 ngày   | 14 ngày   | 30 ngày     | 30 ngày   | 30 ngày   | 30 ngày   |
| Malaysia    | 30 ngày   | 30 ngày   | 30 ngày   | 30 ngày   | —         | e-visa    | 30 ngày     | 30 ngày   | 30 ngày   | 30 ngày   |
| Myanmar     | 14 ngày   | 14 ngày   | 14 ngày   | 14 ngày   | e-visa    | —         | 14 ngày     | 30 ngày   | 14 ngày   | 14 ngày   |
| Philippines | 30 ngày   | 30 ngày   | 30 ngày   | 30 ngày   | 30 ngày   | 30 ngày   | —           | 30 ngày   | 30 ngày   | 30 ngày   |
| Singapore   | 30 ngày   | 30 ngày   | 30 ngày   | 30 ngày   | 30 ngày   | 30 ngày   | 30 ngày     | —         | 30 ngày   | 30 ngày   |
| Thái Lan    | 30 ngày   | 14 ngày   | 30 ngày   | 30 ngày   | 30 ngày   | 14 ngày   | 30 ngày     | 30 ngày   | —         | 30 ngày   |
| Việt Nam    | 14 ngày   | 30 ngày   | 30 ngày   | 30 ngày   | 30 ngày   | 14 ngày   | 21 ngày     | 30 ngày   | 30 ngày   | —         |